# Reverend
Reverend is een nummer van de Amerikaanse rockband Kings of Leon uit 2017. Het is de tweede single van hun zevende studioalbum Walls.
Het nummer is een eerbetoon aan countryzanger Blaze Foley, die op 39-jarige leeftijd door de zoon van een vriend in zijn borst werd geschoten en vermoord. "Reverend" flopte in Amerika en wist ook in Nederland geen hitlijsten te behalen. In Vlaanderen werd het nummer wel een klein succesje, daar bereikte het een bescheiden 41e positie in de Vlaamse Ultratop 50.